# Tipula desidiosa
Tipula desidiosa är en tvåvingeart som beskrevs av Alexander 1933. Tipula desidiosa ingår i släktet Tipula och familjen storharkrankar. Inga underarter finns listade i Catalogue of Life.